# Гаррафан-ду-Норти

Гаррафан-ду-Норти на карте штата.

Гаррафан-ду-Норти (порт. Garrafão do Norte) — муниципалитет в Бразилии, входит в штат Пара. Составная часть мезорегиона Северо-восток штата Пара. Входит в экономико-статистический микрорегион Гуама. Население составляет 25 034 человека на 2010 год. Занимает площадь 1599,028 км². Плотность населения — 15,66 чел./км².

## Демография
Согласно сведениям, собранным в ходе переписи 2010 г. Национальным институтом географии и статистики (IBGE), население муниципалитета составляет:
| Полное население                               | Полное население                               | Полное население                               | Полное население                               | 25 034 |
| ---------------------------------------------- | ---------------------------------------------- | ---------------------------------------------- | ---------------------------------------------- | ------ |
| в том числе:                                   | Городское население                            | 8607                                           | Процент городского населения, %                | 34,38  |
|                                                | Сельское население                             | 16 427                                         | Процент сельского населения, %                 | 65,62  |
|                                                | Мужское население                              | 13 107                                         | Процент мужского населения, %                  | 52,36  |
|                                                | Женское население                              | 11 927                                         | Процент женского населения, %                  | 47,64  |
| Плотность населения, чел/км²                   | Плотность населения, чел/км²                   | Плотность населения, чел/км²                   | Плотность населения, чел/км²                   | 15,66  |
| Население муниципалитета в % к населению штата | Население муниципалитета в % к населению штата | Население муниципалитета в % к населению штата | Население муниципалитета в % к населению штата | 0,33   |

По данным оценки 2015 года население муниципалитета составляет 25 326 жителей.

## Статистика
- Валовой внутренний продукт на 2003 год составляет 50 263 008,00 реалов (данные: Бразильский институт географии и статистики).
- Валовой внутренний продукт на душу населения на 2003 год составляет 1954,16 реалов (данные: Бразильский институт географии и статистики).
- Индекс развития человеческого потенциала на 2000 год составляет 0,578 (данные: Программа развития ООН).

## Важнейшие населенные пункты
| № | Населённый пункт  | Населённый пункт (порт.) | Категория | Население чел. (2010) | На карте                       |
| - | ----------------- | ------------------------ | --------- | --------------------- | ------------------------------ |
| 1 | Гаррафан-ду-Норти | Garrafão do Norte        | город     | 8607                  | 1°55′58″ ю. ш. 47°02′58″ з. д. |
| 2 | Ливраменту        | Livramento               | поселок   | 1964                  | 2°01′42″ ю. ш. 46°54′48″ з. д. |
| 3 | Марапинима        | Marapinima               | поселок   | 1388                  | 1°59′09″ ю. ш. 46°56′59″ з. д. |
| 4 | Лору              | Louro                    | поселок   | 1127                  | 2°26′18″ ю. ш. 47°08′37″ з. д. |
| 5 | Фунду-ду-Поти     | Fundo do Pote            | поселок   | 790                   | 2°00′40″ ю. ш. 47°01′16″ з. д. |
| 6 | Маморана          | Mamorana                 | поселок   | 464                   | 2°03′30″ ю. ш. 47°05′03″ з. д. |
| 7 | Тауари            | Tauari                   | поселок   | 200                   | 1°54′10″ ю. ш. 46°59′36″ з. д. |